# Vlasta Pavelcová
Vlasta Pavelcová (* 14. srpna 1931 Ostrava) je česká tanečnice a baletní mistryně.

## Život
V patnácti letech začala navštěvovat baletní studio Mistra Gabzdyla, které si prosadila. Když si o rok později rozhodovala ohledně své další budoucnosti, rozhodla se pro balet, který ji uchvátil. Po přemlouvání otce nastoupila na krátké školení a zkoušky v Praze. Do Státního divadla Ostrava nastoupila jako elévka a zpočátku ji zde pomáhal její první učitel baletu a zdejší šéf baletu Emerich Gabzdyl, který ji už v devatenácti obsadil do role Odetty v Labutím jezeru.
Díky její lyrické taneční interpretaci hrávala osudové a dramatické hrdinky s vnitřním prožitkem, a proto si zahrála například Svanildu v Coppélii, Sulamit v Legendě o Josefovi, Kateřinu a Paní Měděné hory v Kamenném kvítku, Dívku v Podivuhodném mandarínovi, Julii v Romeo a Julii, Desdemonu v Othellovi, Biljanu v Ochridské legendě, Zaremu v Bachčisarajské fontáně a titulní role ve Sněhurce, Viktorce, v opeře Salome a v Maryčce Magdonové. Stala se výraznou osobností ostravského baletu padesátých a šedesátých let.
Na vrcholu své kariéry odešla v roce 1975 do důchodu v roli Ingrid v Peer Gyntovi. Za svou práci obdržela za rok 2002 Cenu Thálie za celoživotní mistrovství v kategorii balet a pantomima a jiný tanečně dramatický žánr.

## Ocenění
- 1972 zasloužilý umělec
- 2002 Cena Thálie za celoživotní taneční mistrovství